# نواه آتوبولو
نواه آتوبولو دروازه‌بان آلمانی است که اصالتی نیجریه‌‌ای دارد و در حال حاضر برای باشگاه فوتبال فرایبورگ بازی می‌کند.
آتوبولو در رده‌های پایه تیم ملی فوتبال آلمان سابقه بازی دارد.